# Polyspondylogobius
Polyspondylogobius is een monotypisch geslacht van straalvinnige vissen uit de familie van grondels (Gobiidae).

## Soort
- Polyspondylogobius sinensis Kimura & Wu, 1994